# Église Saint-Apollinaire de Remagen
Pour les articles homonymes, voir Église Saint-Apollinaire.
L'église Saint-Apollinaire est un édifice religieux catholique du XIVe siècle sis sur une colline dominant la ville de Remagen, en Allemagne. Le site, appelé aujourd'hui 'montagne d'Apollinaire', a une longue histoire comme le prouvent des vestiges  de l'époque romaine attestant que l'on y vénérait les anciens dieux romains. L'église, reconstruite en style néo-gothique au XIXe siècle, est dédiée à saint Apollinaire de Ravenne.
Depuis 1384 un pèlerinage au saint se déroule sur la montagne Apollinaire. Le sarcophage contenant les reliques du saint se trouve dans la crypte de l'église.

## Source
- (de) Cet article est partiellement ou en totalité issu de l’article de Wikipédia en allemand intitulé « Apollinariskirche (Remagen) » (voir la liste des auteurs).